# Aphractia vivax
Aphractia vivax là một loài ruồi trong họ Asilidae. Aphractia vivax được Hermann miêu tả năm 1912.